# Équipe de Bohême et Moravie de football
Vous lisez un « bon article » labellisé en 2015.
L'équipe de Bohême et Moravie de football, créée en 1903 et dissoute en 1911, était la sélection des meilleurs joueurs bohémiens et moraves représentant cette région austro-hongroise lors des matchs de football masculin. Elle fut momentanément remise sur pied en 1939, sous le nom d'équipe de Bohême-Moravie lors de la création du Protectorat de Bohême-Moravie par les nazis.
Créée à la suite de la popularisation du football en Europe centrale, l'équipe bohémo-morave joue son premier match en 1903 contre la Hongrie. La fédération bohémienne rejoint la FIFA en 1906, et l'équipe nationale multiplie ses matchs, notamment contre son voisin hongrois. L'équipe affronte également en 1908 l'Angleterre. Rejetée de la FIFA, l'équipe est membre fondateur de l'UIAFA, association concurrente dont elle remporte le Tournoi européen de 1911, mais ne participe pas aux Jeux olympiques de 1908 et 1912. L'équipe disparait totalement en raison de la Première Guerre mondiale.
En 1919, l'équipe de Tchécoslovaquie succède à l'équipe de Bohême et Moravie. Celle-ci atteint notamment une finale de Coupe du monde en 1934. En 1939, la Tchécoslovaquie est dissoute et morcelée en plusieurs États, dont le Protectorat de Bohême-Moravie sous contrôle allemand. L'équipe est ainsi recréée et joue trois matchs en 1939. L'équipe de Tchécoslovaquie est rétablie après la guerre et atteint à nouveau la finale de Coupe du monde en 1962 puis remporte le titre de champion d'Europe en 1976. Depuis 1993, l'équipe de Tchéquie représente un territoire correspondant approximativement à la Bohême-Moravie.

## Histoire

### Genèse du football en Bohême et Moravie
Le Royaume de Bohême, terre habsbourgeoise depuis la proclamation de François Ier d'Autriche comme « empereur d'Autriche et roi de Bohême et de Hongrie » en 1804,, intègre en 1867 le nouvel empire d'Autriche-Hongrie au sein de la Cisleithanie.
Le football apparaît en Europe centrale et en Autriche-Hongrie à la fin du XIXe siècle, notamment à Prague, qui compte de nombreux étudiants. L'organisation du premier match dans cette ville et dans le pays entier est datée de 1892. Les premiers clubs que sont le SK Slavia Prague et l'AC Sparta Prague sont fondés en 1892 et 1895 puis, à partir de 1896, une première mouture du championnat de Bohême et Moravie est mise en place. En outre, bien que situé sur le territoire bohémien, le DFC Prague adhère à la fédération allemande car fondé par des étudiants originaires de ce pays.

### Création d'une première équipe de Bohême et Moravie (1903-1911)
Le 19 octobre 1901, treize clubs fondent la Český svaz footballový (ČSF) en français : « Association tchèque de football », l’ancêtre de l'actuelle Fédération tchèque. Une équipe de Bohême et Moravie est mise en place à partir de 1903 pour disputer des matchs amicaux notamment face aux voisins hongrois. Elle perd 2 à 1 son premier match en 1903. Toutefois, ce premier match de la sélection ne peut pas être considéré comme une rencontre internationale A, puisque certains joueurs « bohémiens » étaient en réalité allemands ou autrichiens.
Entre 1903 et 1908, les sélections magyare et bohémienne s'affrontent ainsi six fois. Les équipes font match nul lors de leurs deux rencontres en 1906. En 1907, la Hongrie s'impose 5-2 : venus directement de la gare au Millenáris Sporttelep juste avant le coup d'envoi, les Hongrois considèrent les Bohémo-Moraves comme « arrogants » et les battent de trois buts, malgré un score de 2-1 à la mi-temps en faveur des Bohémiens. Au match suivant, la Bohême prend sa revanche à domicile et gagne 5-3, ce qui constitue la première victoire de l'équipe. L'année suivante, l'équipe est à nouveau défaite par les Magyars (5-2) et rencontre surtout à Prague l'équipe d'Angleterre, en pleine tournée continentale. D'un niveau bien supérieur à celui des Bohémo-moraves, les Three Lions s'imposent 4-0, devant 12 000 spectateurs.
En 1906, l'Association tchèque de football pose sa candidature pour intégrer la Fédération internationale de football association. L'adhésion est acceptée et ainsi, de 1906 à 1908, la FIFA reconnaît la fédération bohémo-morave. Toutefois, la légitimité de cette fédération est remise en cause parce que la Bohême n'est qu'une région de l’Empire austro-hongrois (au sein de la Cisleithanie), ce qui ne constitue pas un pays officiel. Aussi, après protestation des Autrichiens, l’adhésion bohémo-morave est annulée lors du congrès de Vienne en juin 1908.

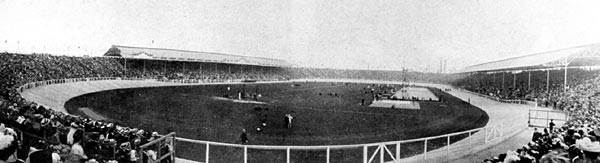
Le stade olympique, où la Bohême et Moravie devait jouer un match contre la France en 1908.

Par la suite, l'équipe nationale arrête ses activités. Elle devait participer aux Jeux olympiques de 1908 à Londres, mais doit déclarer forfait, tout comme la Hongrie, en raison de « troubles politiques dans les Balkans » (liés à l'annexion de la Bosnie-Herzégovine par l'Autriche-Hongrie). Le match prévu contre l'équipe de France le 19 octobre 1908 pour le compte des quarts de finale des Jeux olympiques n'est ainsi jamais joué. En décembre 1908, à la suite du rejet de la fédération de la FIFA, une contre-fédération est fondée mais ne joue aucun match international, laissant la présente fédération continuer.
En octobre 1909, l'équipe de Bohême et Moravie effectue une tournée de matchs contre des clubs français, avec une sélection de seize joueurs. Le 2 octobre, la sélection bohémo-morave, s'impose largement face à l'Olympique lillois (15-4). Le 3 octobre, l'équipe de Bohême et Moravie joue pour la première fois en région parisienne, face au CA Paris, récemment sacrés champions de Paris, au stade de Charentonneau. Les dirigeants du club parisien invitent eux-mêmes la sélection bohémo-morave à jouer chez eux,. S'imposant finalement sur le score de 4-2, les journalistes français de L'Auto décrivent le jeu des Tchèques, comme « celui des professionnels anglais, lent, précis, les joueurs se plaçant bien, un jeu de tête donnant des résultats satisfaisants. ».
La Bohême est par la suite membre fondateur de l'Union internationale amateur de football association (UIAFA), une association concurrente de la FIFA regroupant notamment des organisations françaises et anglaises. L'UIAFA est à l'origine de l'organisation du championnat d'Europe des Nations de football en 1911. Ce championnat, dénommé « Grand Tournoi européen de football association », se déroule en marge de l'Exposition internationale du Nord de la France à Roubaix et voit le sacre de l'équipe de Bohême devant environ 4 000 spectateurs, victorieuse de sélections représentant la France (4-1) et l'Angleterre (2-1). En finale, la Bohême se défait de l'Angleterre, pourtant nation dominante de l'époque, après les changements décisifs opérés par l'entraîneur John William Madden : menant 2 à 1, l'Angleterre place sept attaquants sur le terrain, mais Madden répond avec un dispositif tactique en « 4-3-3 » que l'attaque britannique n'arrive pas à battre.
Forte de ce succès, la fédération pose sa candidature pour participer aux Jeux olympiques 1912 de Stockholm, mais celle-ci est rejetée par la FIFA car « seules les nations et associations affiliées à la Fédération internationale de football association étaient autorisées à inscrire des équipes ». Dans un contexte de Première Guerre mondiale, les autorités austro-hongroises interdisent les matchs, avant de dissoudre complètement la fédération bohémienne en 1916.
Après la fin de la Première Guerre mondiale, la Bohême-Moravie est intégrée à la nouvelle Tchécoslovaquie et la sélection tchécoslovaque réalise ses premiers matchs en 1919 lors des Jeux interalliés puis officiellement, lors des Jeux olympiques de 1920 avec l'équipe de Tchécoslovaquie de football. Le bilan de la Bohême en sept matchs est d'une victoire pour deux matchs nuls et quatre défaites.
La sélection de Tchécoslovaquie prend donc la suite de 1920 à 1938, et dispute notamment une finale lors de la Coupe du monde de football de 1934.

### Démembrement de la Tchécoslovaquie et recréation d'une équipe de Bohême-Moravie (1939)
En 1939, le Troisième Reich envahit le territoire tchécoslovaque. La Tchécoslovaquie est divisée entre le protectorat de Bohême-Moravie et la République slovaque qui possède également sa propre équipe, participant à seize matchs entre 1939 et 1945. L'équipe de Bohême-Moravie reconstituée joue trois matchs en 1939, avant de stopper définitivement toute activité. Lors de ces trois matchs joués par la sélection, l'équipe domine la Yougoslavie 7-3, puis fait match nul contre une sélection de l'Ostmark (qui regroupe certains joueurs de l'ancienne équipe d'Autriche) sur le score de 5-5 dans des matchs amicaux officieux, et réalise un exploit en faisant match nul contre l'Allemagne 4 à 4, match amical reconnu par la FIFA,, qui compte alors d'anciens joueurs de la Wunderteam autrichienne forcés par le régime à rejoindre la sélection allemande après l'Anschluss.
Après la fin de la Seconde Guerre mondiale, l'équipe de Tchécoslovaquie retrouve les terrains jusqu'à la dissolution du pays en 1993, où elle termine les éliminatoires pour la Coupe du monde 1994 sous la bannière du Rassemblement des Tchèques et des Slovaques, avant de laisser la place en 1994 à l'équipe de Tchéquie, sa principale héritière, d'une part, et l'équipe de Slovaquie d'autre part. Par ailleurs, peu après la partition de la Tchécoslovaquie, la nouvelle fédération tchèque de football est nommée à l'origine « Fédération bohémo-morave de football » (Českomoravský fotbalový svaz).

## Personnalités historiques

### Joueurs
De 1903 à 1908, l'équipe bohémo-morave utilise cinq gardiens de but. Si Eisenstein joue le premier match en 1903, Jan Pech joue le premier match de l'année 1906, Miloslav Jeník participe à deux matchs (dont celui contre l'Angleterre en 1908), Zdeněk Richter fait les matchs de l'année 1907 et Václav Titl joue en 1908. Lors de ses matchs de 1939 sous le nom de Bohême-Moravie, trois gardiens différents sont convoqués pour les trois matchs (Vojtěch Věchet, Jaroslav Kraus et Karel Burkert).
Sur cette période, de nombreux joueurs, comme le milieu de terrain Josef Bělka, le défenseur Emanuel Benda ou l'attaquant Jan Košek évoluent au Slavia Prague. Karel Kotouč et Jan Starý, également du Slavia, honorent trois sélections entre 1906 et 1908,. Ainsi, lors du match contre l'Angleterre en 1908, tous les joueurs bohémiens sont issus du Slavia Prague.
Jan Košek est le meilleur buteur de la sélection avec sept buts marqués en six matchs, dont quatre lors de la victoire contre la Hongrie 5 à 3 en octobre 1907, match durant lequel il est capitaine (certaines sources disent qu'il n'aurait marqué que trois buts durant ce match). Le défenseur Emanuel Benda honore six sélections durant sa carrière et est notamment le capitaine de la formation bohémo-morave contre l'Angleterre en 1908. Le milieu de terrain Josef Bělka est un des plus grands buteurs de la sélection, avec six buts marqués sur trois doublés, deux lors de matchs amicaux, et un troisième lors de la finale du Grand Tournoi Européen de 1911.
En 1939, la Bohême-Moravie récupère les meilleurs éléments de la Tchécoslovaquie, avec notamment l'ailier Antonín Puč, Oldřich Nejedlý, meilleur buteur de la Coupe du monde 1934 ou encore l'attaquant Josef Bican, qui marque six buts avec la sélection lors des matchs contre l'Ostmark et l'Allemagne.

### Sélectionneurs
Lors des matchs de l'équipe de Bohême-Moravie dans les années 1900, la sélection est dirigée par un comité de sélection. Ainsi, c'est un petit groupe de personnes qui choisit les joueurs et non pas un seul et unique sélectionneur. Lors du « Grand Tournoi Européen de football association » de l'UIAFA de 1911, c'est l'Écossais John William Madden, déjà entraîneur du Slavia Prague et membre principal du comité de sélection en 1908, qui dirige l'équipe bohémienne.
En 1939, František Blažej dirige la sélection bohémo-morave et reste invaincu avec une victoire et deux matchs nuls en trois matchs. Si c'est sa première et seule expérience de sélectionneur, Blažej devient plus tard le président de la fédération tchécoslovaque de football vers le milieu des années 1950.

## Infrastructures

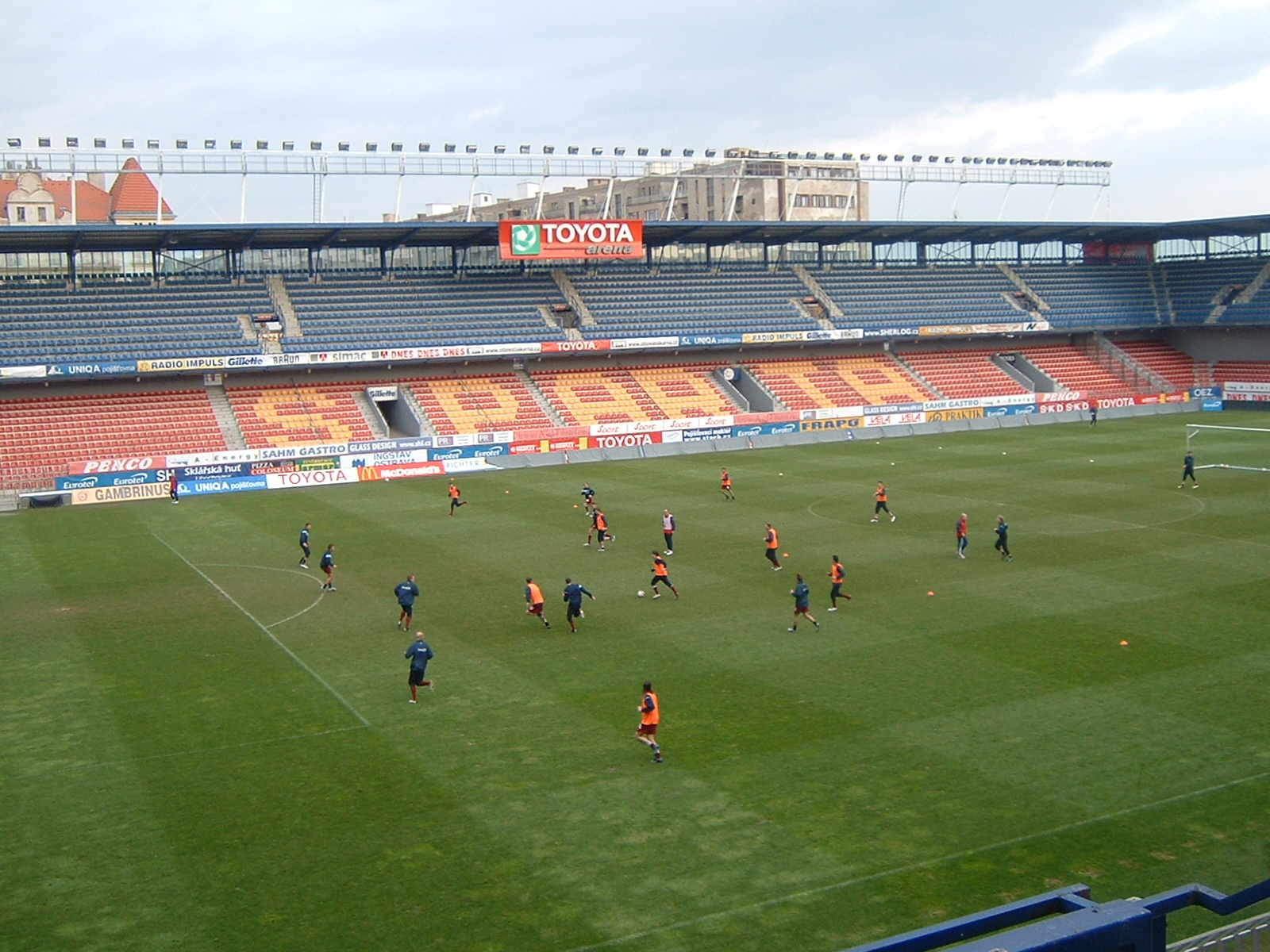
Le Stadion Letná de Prague, en 2005.

Lors de ses matchs à domicile dans les années 1900, l'équipe nationale évolue dans le Stadion Slavii, à Prague, capitale du pays. Construit en 1901, il accueille plus tard quelques matchs de la Tchécoslovaquie entre 1923 et 1934. Lors des matchs à domicile en 1939, l'équipe bohémienne utilise le Stadion Letná. Ouvert au public en 1921, il accueille la plupart des matchs de la sélection de la Tchécoslovaquie, puis de la Tchéquie.

## Résultats et statistiques

### Résultats
L'équipe de Bohême et Moravie, tant dans sa mouture des années 1900 que dans celle de 1939, n'a disputé que des matchs amicaux, à l'exception du Grand Tournoi International de football association de l'UIAFA. Elle n'a jamais participé aux Jeux olympiques d'été ni à la Coupe du monde. Son adversaire le plus fréquent est la Hongrie, qu'elle affronte à six reprises sur la période 1903-1908.
Le tableau ci-dessous liste l'ensemble des rencontres disputées par la sélection de Bohême et Moravie :
| # | Date             | Lieu              | Adversaire  | Score | Compétition                        | Buteurs pour la Bohême et Moravie                              |
| - | ---------------- | ----------------- | ----------- | ----- | ---------------------------------- | -------------------------------------------------------------- |
|   | 5 avril 1903     | Budapest          | Hongrie     | 2-1   | Amical (non officiel)              | Rezek 9e                                                       |
| 1 | 1er avril 1906   | Budapest          | Hongrie     | 1-1   | Amical                             | Valášek 56e                                                    |
| 2 | 7 octobre 1906   | Prague            | Hongrie     | 4-4   | Amical                             | Starý-Jenny 22e, 83e · Košek 65e, 88e                          |
| 3 | 7 avril 1907     | Budapest          | Hongrie     | 5-2   | Amical                             | Jelínek-Milka 37e · Pelikán 13e                                |
| 4 | 6 octobre 1907   | Prague            | Hongrie     | 5-3   | Amical                             | Košek 8e, 40e, 65e, 86e · Bělka 88e                            |
| 5 | 5 avril 1908     | Budapest          | Hongrie     | 5-2   | Amical                             | Bělka 58e · Malý 75e                                           |
| 6 | 13 juin 1908     | Prague            | Angleterre  | 0-4   | Amical                             | -                                                              |
|   | 16 octobre 1910  | Saint-Pétersbourg | Russie      | 5-4   | Amical (non officiel)              | ?                                                              |
|   | 23 octobre 1910  | Moscou            | Russie      | 1-0   | Amical (non officiel)              | -                                                              |
|   | 28 mai 1911      | Roubaix           | France      | 4-1   | Grand Tournoi Européen Demi-finale | Bělka 15e, · Košek · Medek                                     |
|   | 28 mai 1911      | Roubaix           | Angleterre  | 2-1   | Grand Tournoi Européen Finale      | Bělka ,                                                        |
|   | 27 août 1939     | Prague            | Yougoslavie | 7-3   | Amical (non officiel)              | Kopecký 10e, 47e, 55e · Ludl 18e, 80e · Říha 37e · Nejedlý 77e |
|   | 22 octobre 1939  | Prague            | Autriche    | 5-5   | Amical (non officiel)              | Čepelák 25e · Ludl 53e · Bican 60e, 65e, 69e                   |
| 7 | 12 novembre 1939 | Wrocław           | Allemagne   | 4-4   | Amical                             | Bican 8e, 13e, 40e · Puč 7e                                    |

### Bilan sportif
L'équipe de Bohême et Moravie est active sur deux périodes : de 1903 à 1911, puis sur l'année 1939. Elle dispute majoritairement des matchs amicaux ainsi que le Grand Tournoi International de Football Association de l'UIAFA, en marge de l'Exposition de 1911 à Roubaix. C'est lors de cette compétition qu'elle remporte son unique titre international, la Bohême et Moravie étant le seul champion d'Europe UIAFA à avoir été sacré.
Sur la période 1903-1911, la Bohême et Moravie dispute neuf matchs dont sept amicaux. Elle en gagne trois, fait deux nuls et perd quatre fois. En 1939, elle dispute trois matchs, dont une victoire et deux nuls.
Nombre des rencontres disputées par la sélection bohémo-morave ne sont pas considérées comme des matchs officiels par la Fédération internationale de football association. C'est le cas notamment de tous les matchs disputés sous l'égide de l'UIAFA, fédération concurrente de la FIFA, ainsi que deux des matchs de 1939, seul le match contre l'Allemagne étant considéré comme officiel.
Le tableau suivant résume le bilan connu de la sélection en matchs amicaux et en compétitions.
| Compétition                | Éditions | Titres | J  | G | N | P | Bp | Bc | Diff |
| -------------------------- | -------- | ------ | -- | - | - | - | -- | -- | ---- |
| Amicaux (1903-1908)        | -        | -      | 7  | 1 | 2 | 4 | 15 | 24 | -9   |
| Amicaux (1939)             | -        | -      | 3  | 1 | 2 | 0 | 16 | 12 | 4    |
| Grand Tournoi UIAFA (1911) | 1        | 1      | 2  | 2 | 0 | 0 | 6  | 2  | 4    |
| Total                      | -        | -      | 12 | 4 | 4 | 4 | 37 | 38 | -1   |

## Image et identité
Lors de l'arrivée du football dans les années 1890 en Autriche-Hongrie, une partie de la haute société austro-hongroise se montre réticente face à ce nouveau sport en raison de sa nature « violente » et très physique. En 1900, certains membres du conseil municipal de Budapest envisagent de bannir le football du pays, mais la proposition est refusée et le football reste autorisé en Hongrie. Malgré cela, le football continue à être méprisé par la haute-société magyare qui considère ce sport comme « répugnant » en raison de ses caractéristiques violentes et « non-civilisées ». Le contrecoup de ces critiques se traduit par une hausse de la popularité de ce sport, notamment dans les classes moyennes et populaires.
Les premières équipes nationales de l'Europe centrale sont créées en réaction à la popularisation du sport. La région est alors principalement sous domination de l'Autriche-Hongrie mais cet État étant multiethnique, des équipes distinctes d'Autriche et de Hongrie sont créées et jouent leur premier match en 1902,.
Par la suite, d'autres équipes apparaissent au sein de l'Empire, dont celle de Bohême et Moravie. Ne représentant qu'une partie de la Cisleithanie, la légitimité de la fédération et de son équipe est remise en cause. C'est pourquoi la fédération autrichienne demande avec succès son rejet de la FIFA. Ce rejet provoque la disparition de l'équipe avec notamment l'interdiction de participer aux Jeux olympiques. C'est finalement la première Guerre mondiale puis la refonte des limites des différents États européens qui légitime la sélection : l'équipe de Tchécoslovaquie qui lui succède, représentant un État indépendant et reconnu internationalement.
Les couleurs de l'équipe sont le rouge et le blanc, celles du drapeau bohémien. En ce qui concerne les dispositifs tactiques emblématique de l'équipe, celle-ci est souvent alignée en « 2-3-5 », comme la plupart des équipes de l'époque. Toutefois, l'équipe est alignée en « 4-3-3 » par John William Madden pour contrer les attaques anglaises en finale du « Grand Tournoi Européen de football association » de l'UIAFA de 1911, avec succès. En 1909, après le match contre le Cercle athlétique de Paris, les journalistes français de L'Auto décrivent le jeu des joueurs de la sélection bohémo-morave, comme « celui des professionnels anglais, lent, précis, les joueurs se plaçant bien, un jeu de tête donnant des résultats satisfaisants. ».